# این روزا (ترانه رادیومنتال)
«این روزا» تک‌آهنگی از هنرمند اهل بریتانیا، جس گلین، مکلمور است. این تک‌آهنگ در آلبوم Toast to Our Differences قرار داشت.
این ترانه در چارت‌های اتریش، لاتویا، نروژ، اسکاتلند و بریتانیا در رتبه یک قرار گرفت.